# ディアン・トスカーノ
ディアン・トスカーノ・カレーラ（Dian Toscano Carrera, 1989年3月9日 - ）は、キューバ・ビジャ・クララ州出身のプロ野球選手(外野手)。MLB・ロサンゼルス・ドジャース傘下に所属。

## 経歴
2008年から2013年までキューバの国内リーグであるセリエ・ナシオナル・デ・ベイスボルのナランハス・デ・ビジャ・クララでプレーしていた。その後、亡命している。
2015年1月28日にアトランタ・ブレーブスと4年契約総額600万ドルで契約を結んだ事が発表された。この年は、メジャーでもマイナーでも試合に出場しなかった。
2016年6月30日にケイレブ・ダークス、フィル・フェイファーとのトレードで、バド・ノリス（+ 後日発表選手、金銭）と共にロサンゼルス・ドジャースへ移籍した。